# Mazda Carol
El Mazda Carol (マツダ・キャロル, Matsuda Kyaroru) és un model de kei car de la marca japonesa Mazda. Va ser produït per la marca entre els anys 1962 i 1970, quan fou descontinuat i substituït l'any 1972 pel Mazda Chantez. La denominació "Carol" fou revivida l'any 1989 per a la berlina kei bàsica de la marca Autozam, filial d'automòbils lleugers de Mazda. Des d'aleshores, el Carol ha estat basat en la plataforma del Suzuki Alto. Entre els anys 1996 i 2002, el Mitsuoka Ray es va basar en el Carol de tercera i quarta generació. Les dues primeres generacions del modern Mazda Carol van rebre una carrosseria pròpia, però des de l'any 1998, el Carol és exactament idèntic al Suzuki Alto.

## Primera generació (1962-1970)

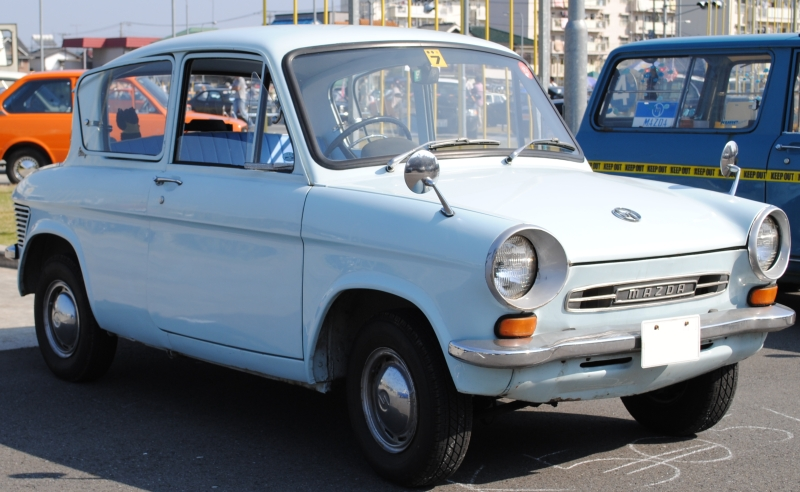
Carol 360 2P

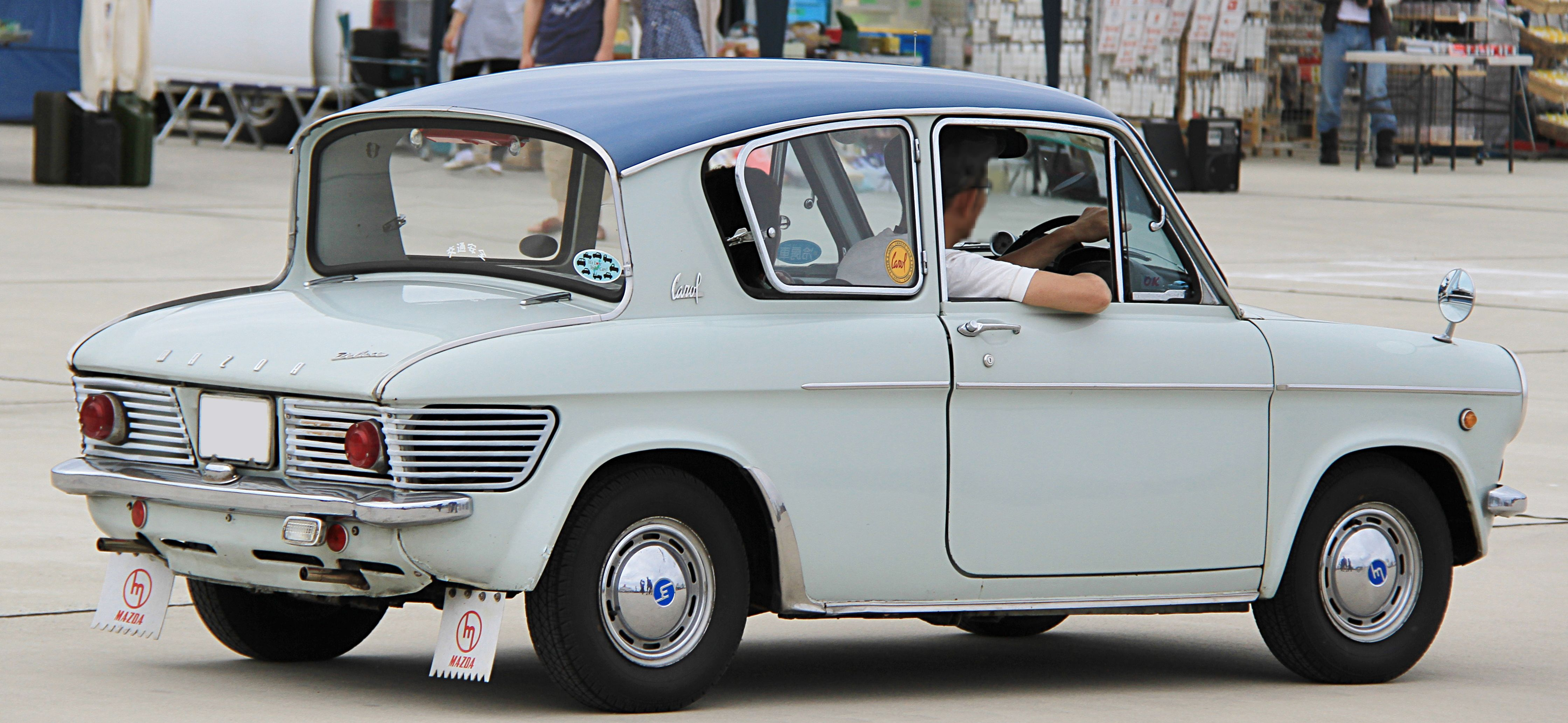
Carol 360 2P

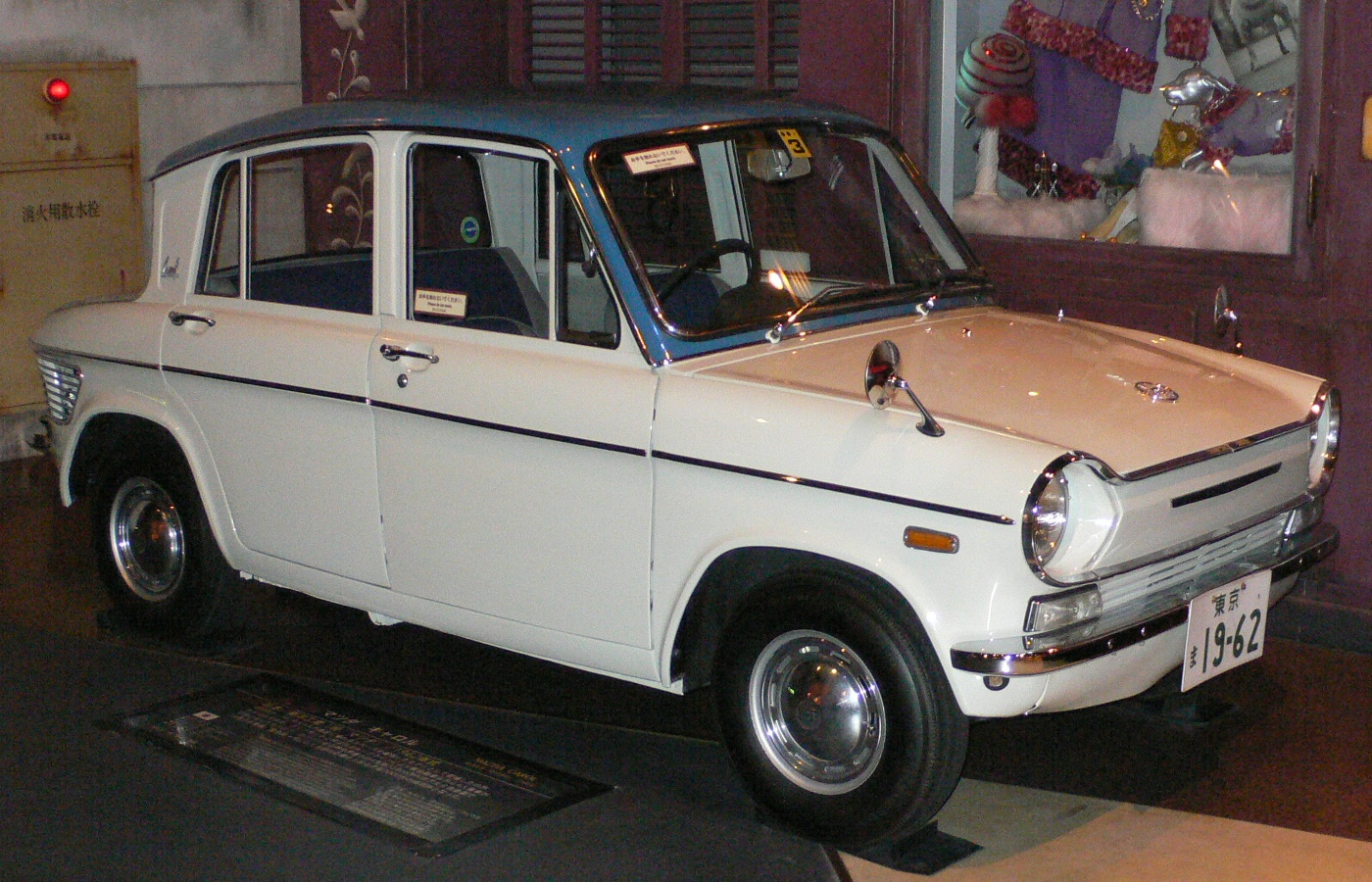
Carol 360 4P

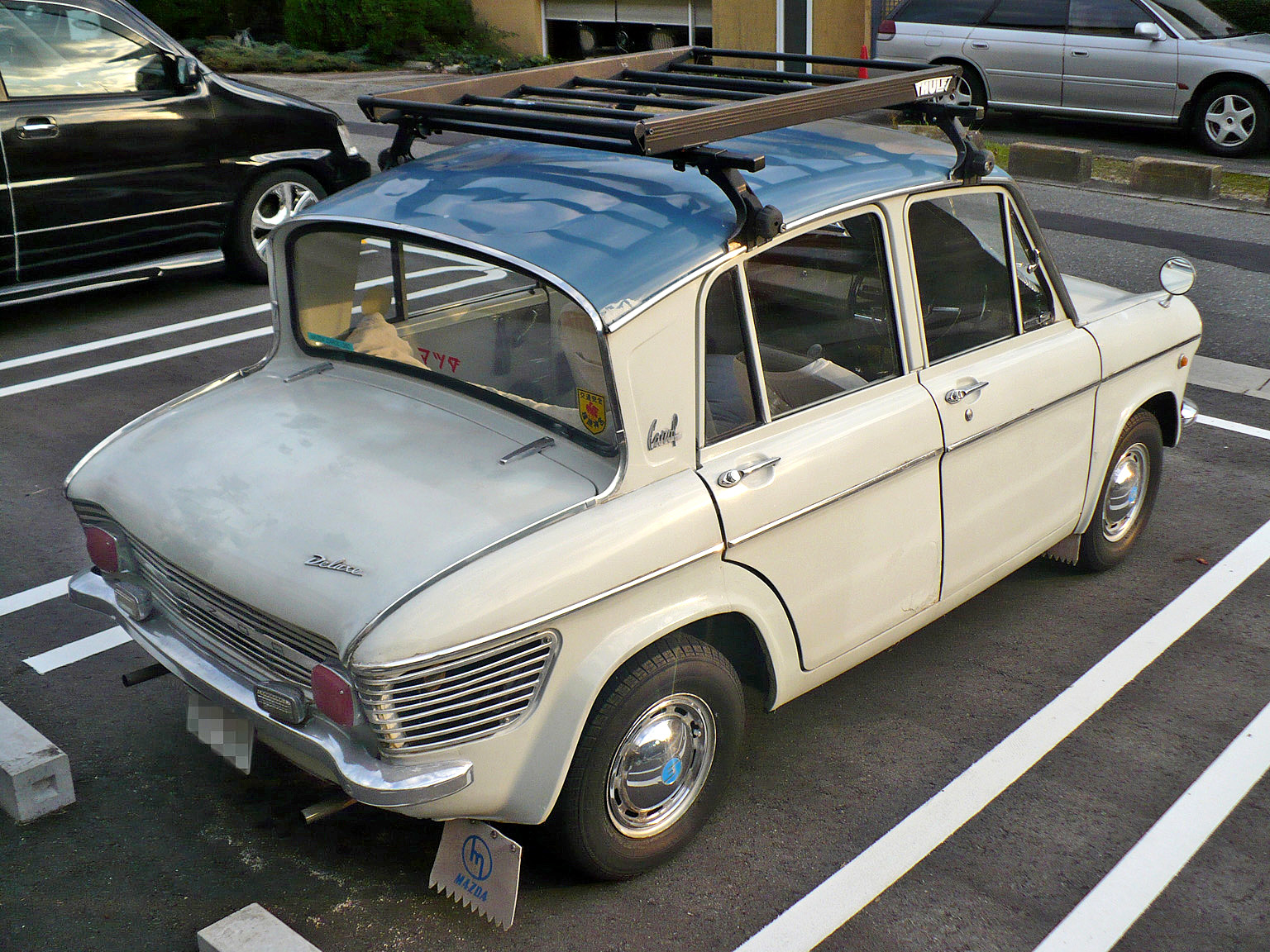
Carol 360 4P

El Mazda R360 fou complementat al febrer de 1962 per la més pràctica berlina de dues portes, el Mazda Carol P360, el primer cotxe de quatre places de la marca que complementava la gama de kei car amb el Mazda B360. Més pràctic que el R360 malgrat la idèntica llargària dels dos models, 2,980 mil·límetres, la batalla del Carol, de 1,930 mm, era considerablement més llarga. El Carol pesava 525 kg contra els 380 kg del seu germà R360. Equipava un motor OHV de 4 cilindres en línia de la marca de 358 cc i 18 cavalls de potència. Aquest és un dels motors de 4 cilindres més xicotets que s'han produït mai, només superat pel d'Honda de 356 cc DOHC que equipava la Honda T360. La transmissió manual de quatre velocitats només era sincronitzada a les tres primeres velocitats.
El Carol presentava una qüalitat de disseny superior als cotxes de la seua categoria: una sòlida carrosseria monocasc, un motor de quatre cilindres i una suspensió independent a les quatre rodes per barres de torsió que encaria les despeses de producció però alhora dotava d'un pes majori i, per tant, una conducció més segura i còmoda. No estranya gens, doncs, que el Carol resultara un complet èxit al mercat, capturant el 67% de les vendes de Kei cars el primer any. El maig de 1962 s'afegí a la gama la versió DeLuxe, millor equipada, així com un canvi a l'angle de la finestra del darrere per tal que aquesta es mantinguera més neta. El setembre de 1963, poc després d'un augment de fins a 20 cavalls de potència, va exir la carrosseria de quatre portes al mercat.
A l'octubre de 1966 el Carol va patir un lleuger redisseny. El model va ser alleugerit, s'equiparen nous paraxocs i la roda de recanvi va passar de l'espai frontal al del motor, augmentant així l'espai d'emmagatzematge. A més, la caixa de canvis es va fer totalment sincronitzada. La darrera modificació del model va tindre lloc l'any 1969, quan en resposta a les noves regulacions en matèria de seguretat, es van instal·lar un reposacaps al seient del conductor i un sistema per a cinturons de seguretat. La producció del Carol va continuar fins a l'agost de 1970 i fins aquell moment s'havien fabricat 265.226 Carol P360. Fins a dos anys després, Mazda no va oferir cap altre turisme kei amb la introducció del Mazda Chantez l'any 1972.

## Segona generació (1989-1994)

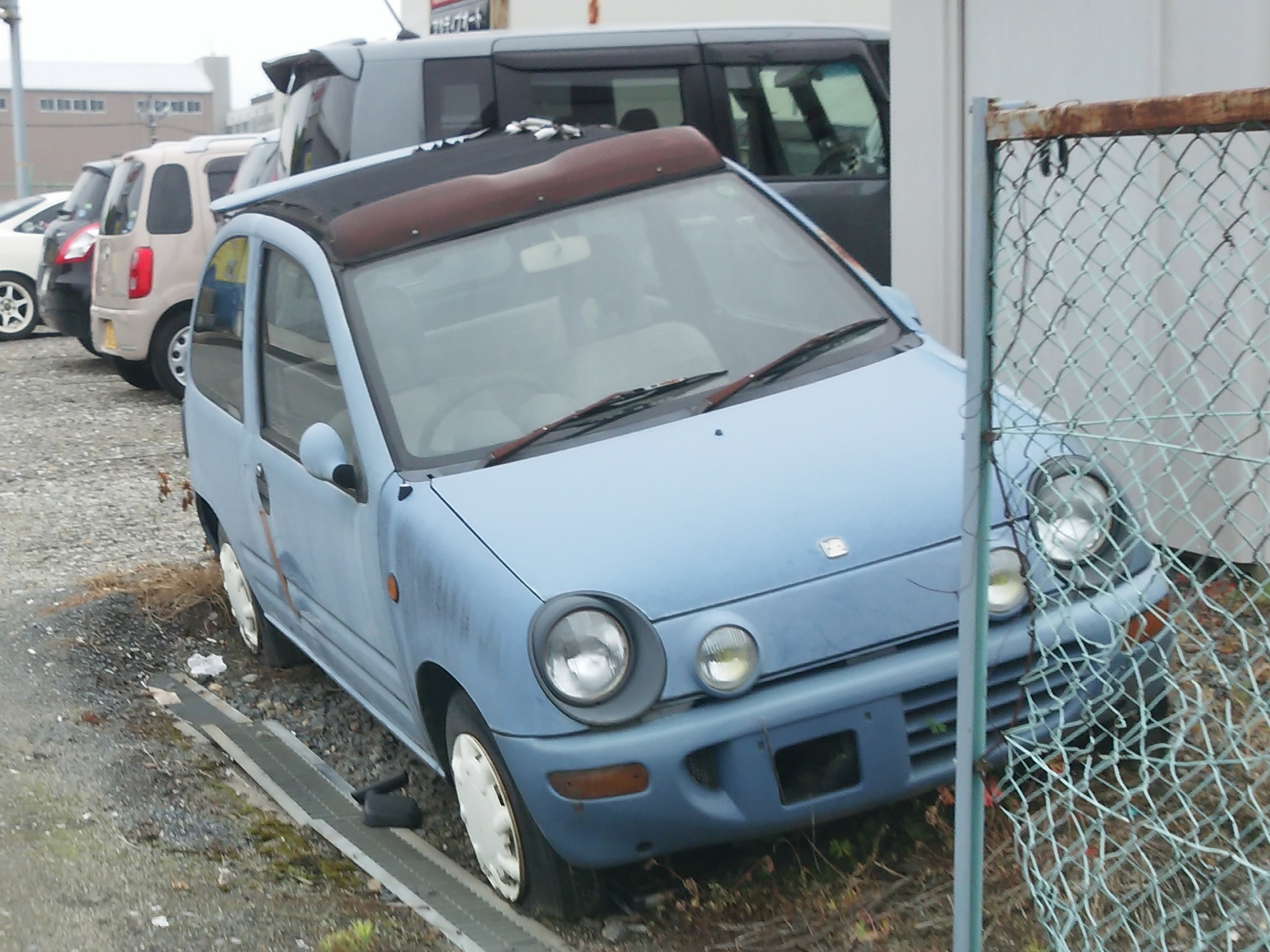
Carol 550 Canvas top

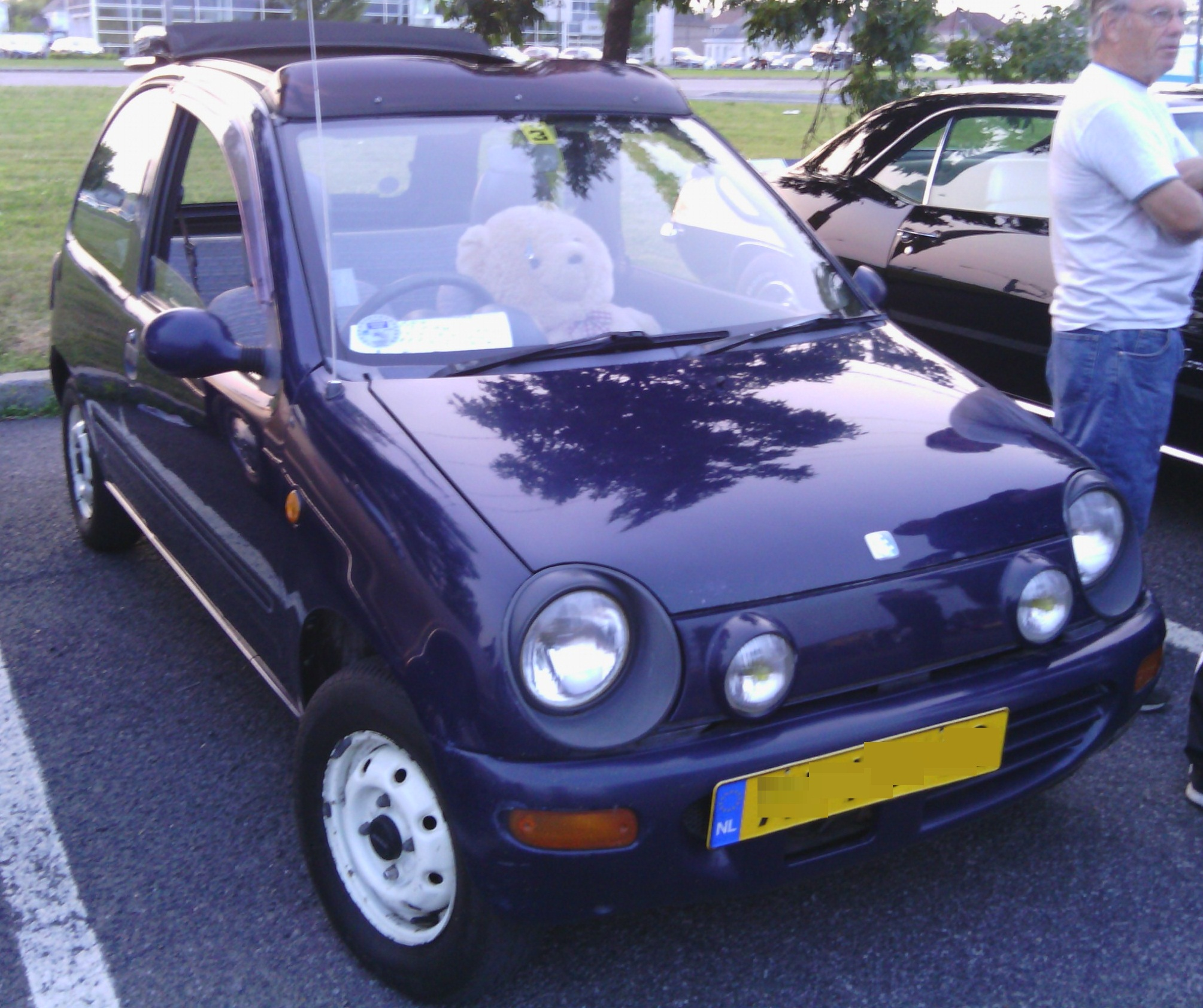
Carol 550 Canvas top (1989)

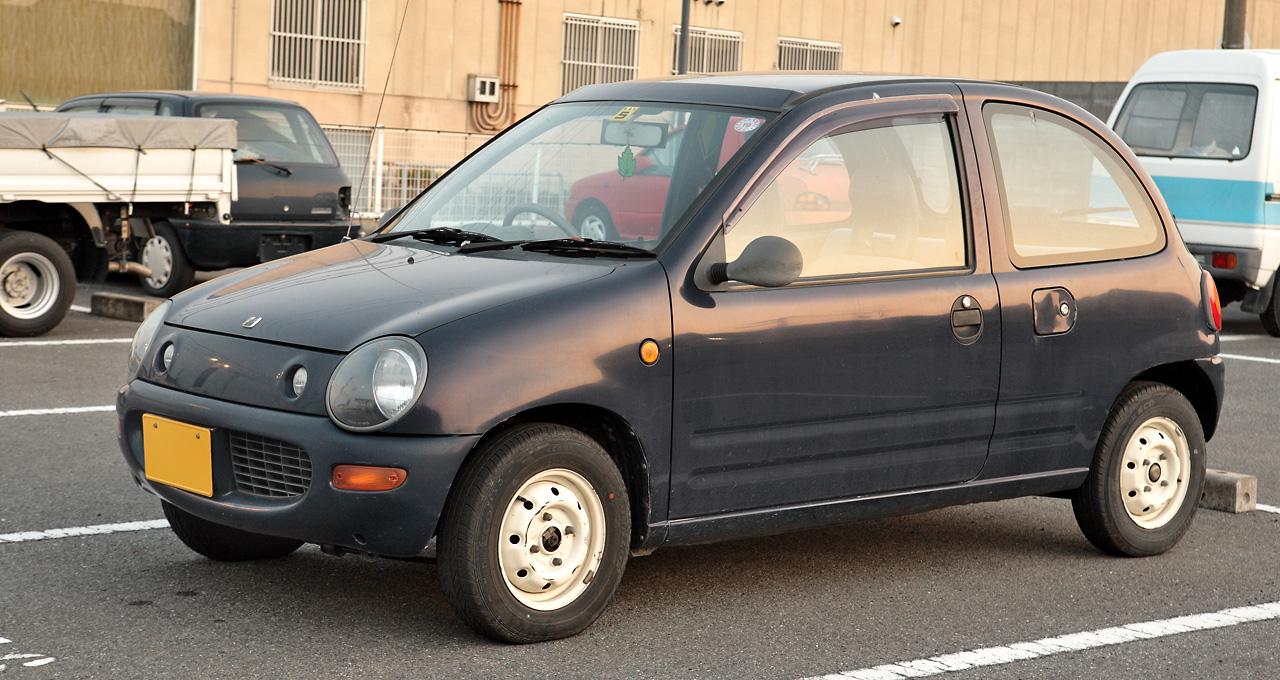
Autozam Carol 660

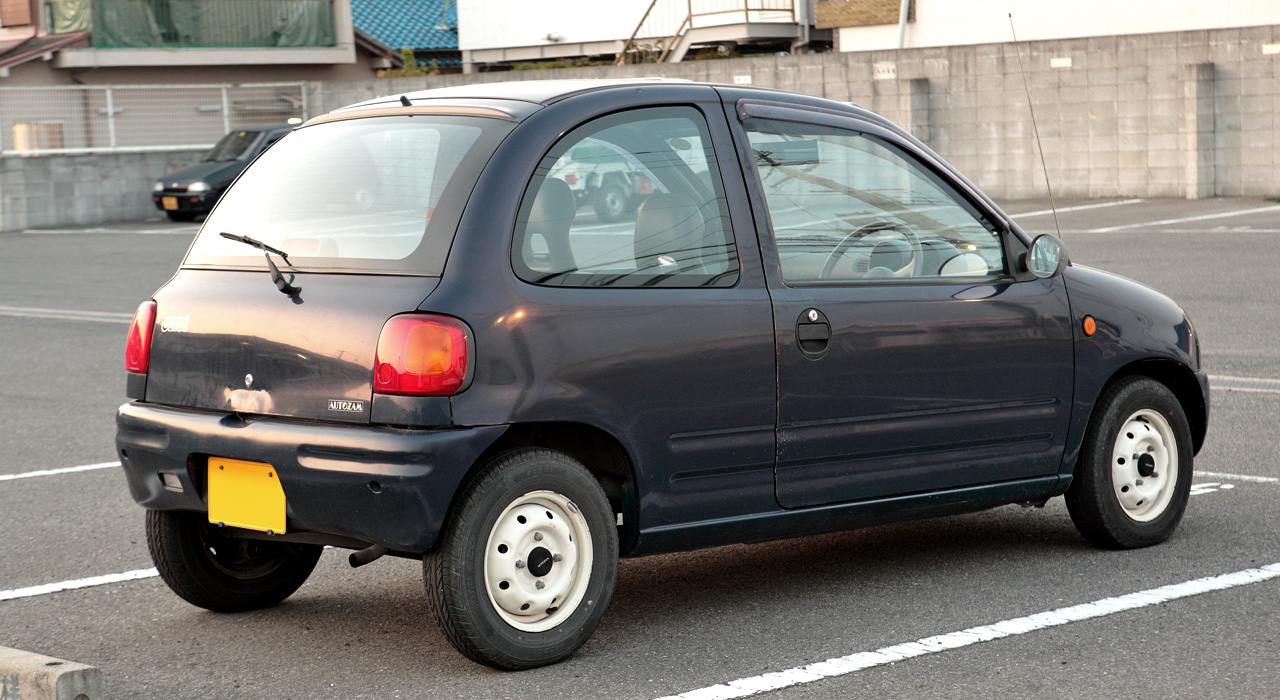
Autozam Carol 660

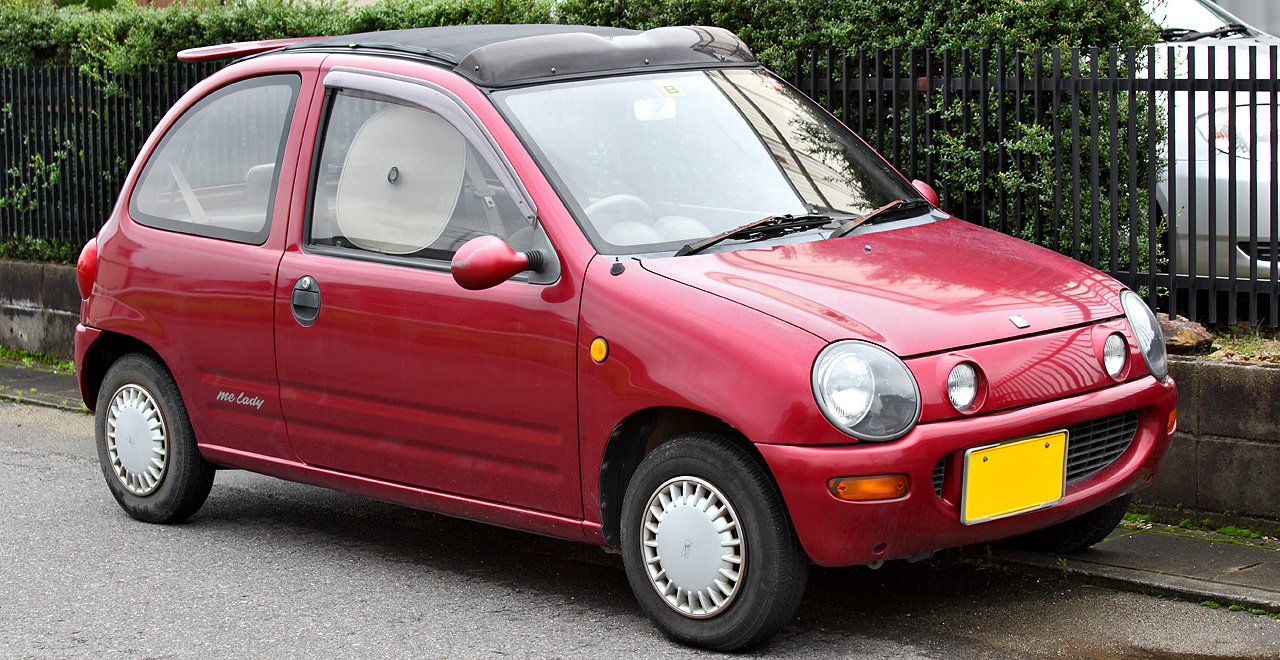
Carol 660 "Me Lady" Canvas top

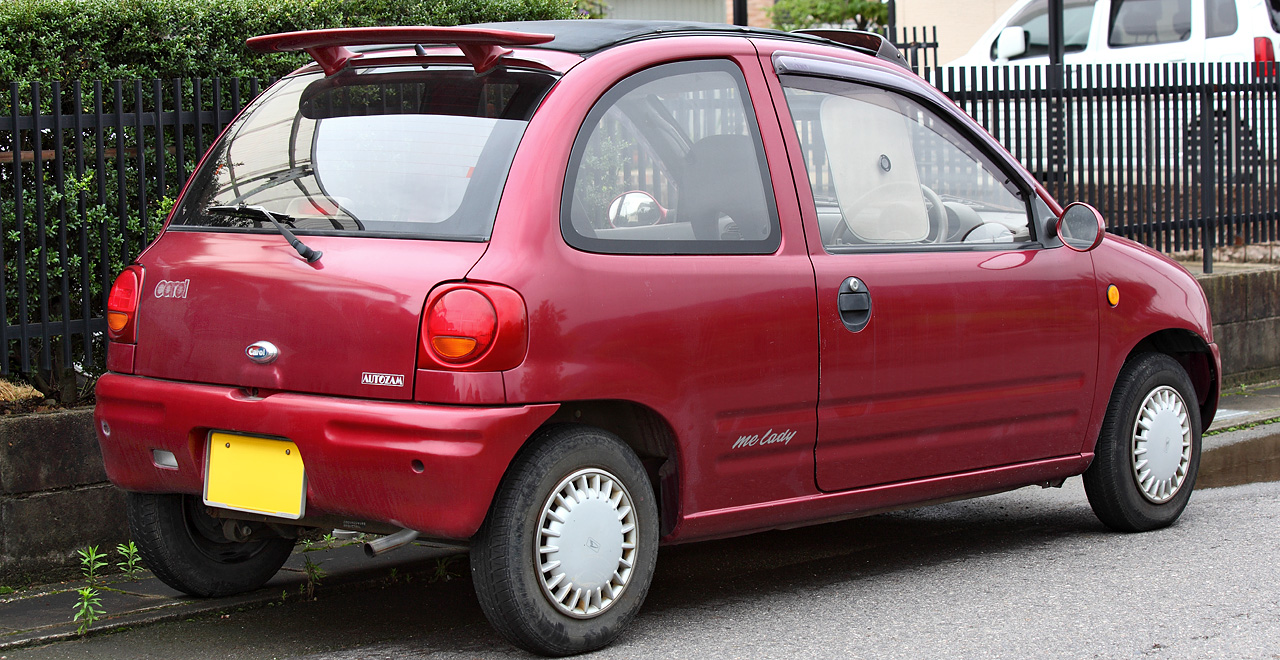
Carol 660 "Me Lady" Canvas top

Amb la tornada al mercat dels kei car a finals de la dècada del 1980, l'octubre de 1989 Mazda va reviure la denominació "Carol" per a comercialitzar l'Autozam Carol. La recentment creada marca Autozam estava destinada a la joventut i la venda d'automòbils per a aquesta, essencialment cotxes kei. Aquesta generació del Carol fou produïda per Suzuki per a Mazda i, mentre que la plataforma i la tecnologia del moder era compartida amb el Suzuki Alto, el disseny exterior i interior era majoritàriament únic. Els seus fars redons i la seua "encantadora" aparença feien d'ell un producte en línia amb les preferències de l'època i altres dissenys similars com ara el Nissan Be-1 i el Nissan Pao, entre d'altres. El Carol estava disponible amb tracció davantera o total i el seu motor Suzuki de 547 cc i tres cilindres produïa 40 cavalls a 7.500 rpm. El model tenia una batalla de 2.335 mm i una llargària total de 3.190 mm amb una amplada de 1.295 mm. Els sistema de frenat comptava amb discs al davant i tambor al darrere.
Els nivells d'equipament eren "e", "f" (amb opció de 4x4) i el top de gama "g". El nivell "g" equipava un sostre retràctil de tela conegut com a "canvas top". Les versions 4x4 equipaven una transmissió manual de cinc velocitats, mentre que les unitats amb tracció davantera equipaven una caixa manual amb quatre o cinc velocitats o una automàtica amb tres velocitats. Les unitats de Carol amb 550 cc són poc freqüents de vore, ja que la producció d'aquest motor només durà quatre mesos. La nova llei sobre kei car que entrà en vigor l'any 1990 permetia als fabricants equipar un motor de fins 660 cc i 10 centímetres més de llarg a les carrosseries. Ràpidament, Mazda va presentar una versió equipada amb les noves millores permeses per l'estat.

## Tercera generació (1994-1998)

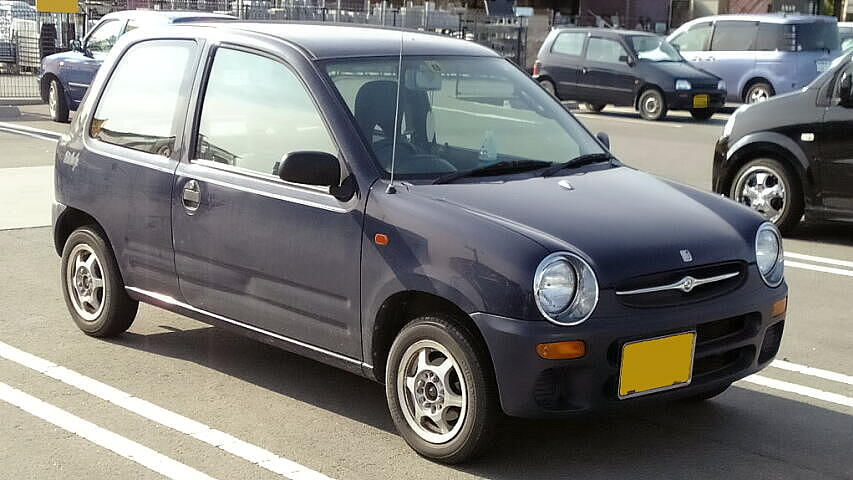
Autozam Carol

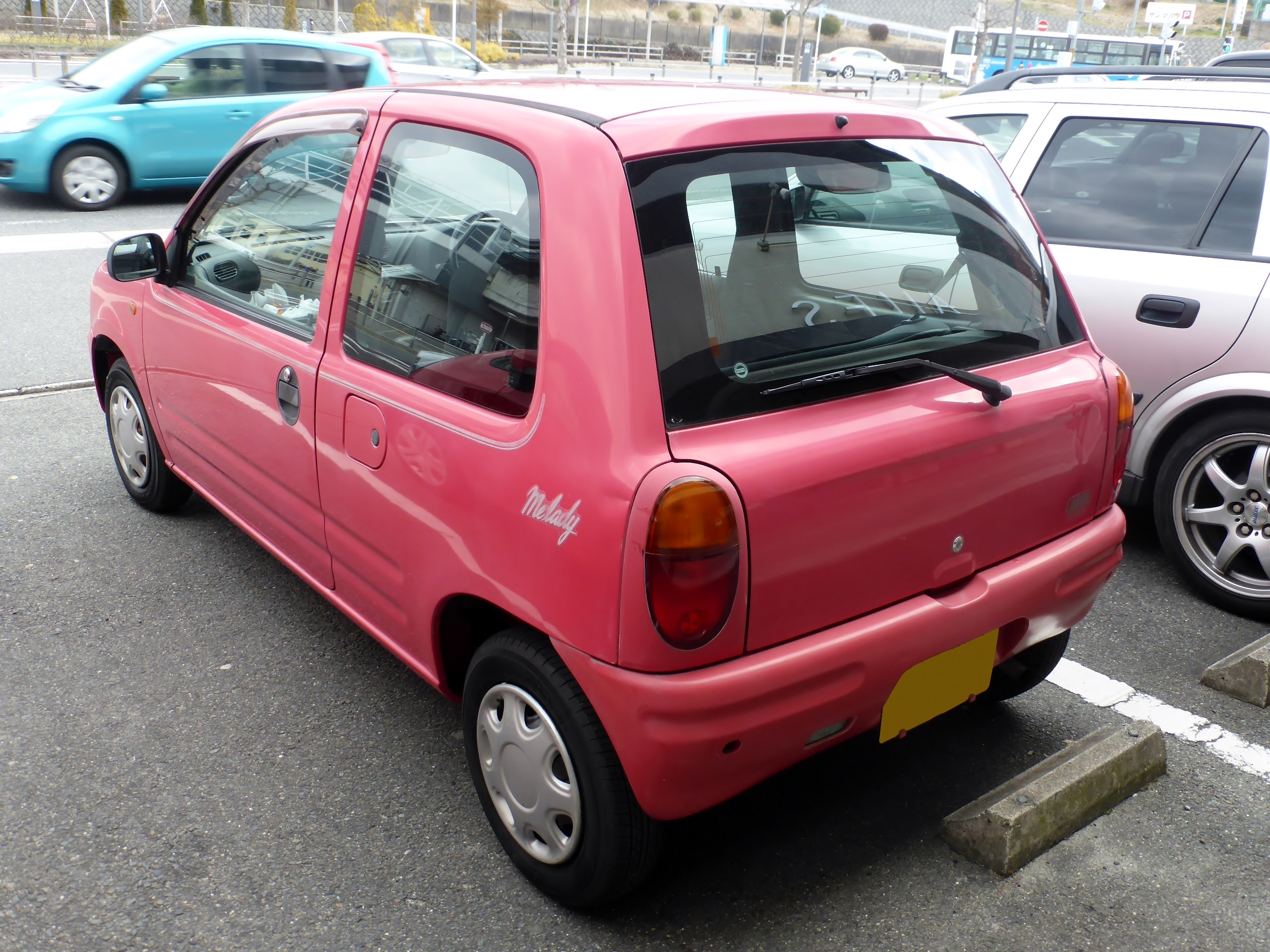
Carol "Me Lady"

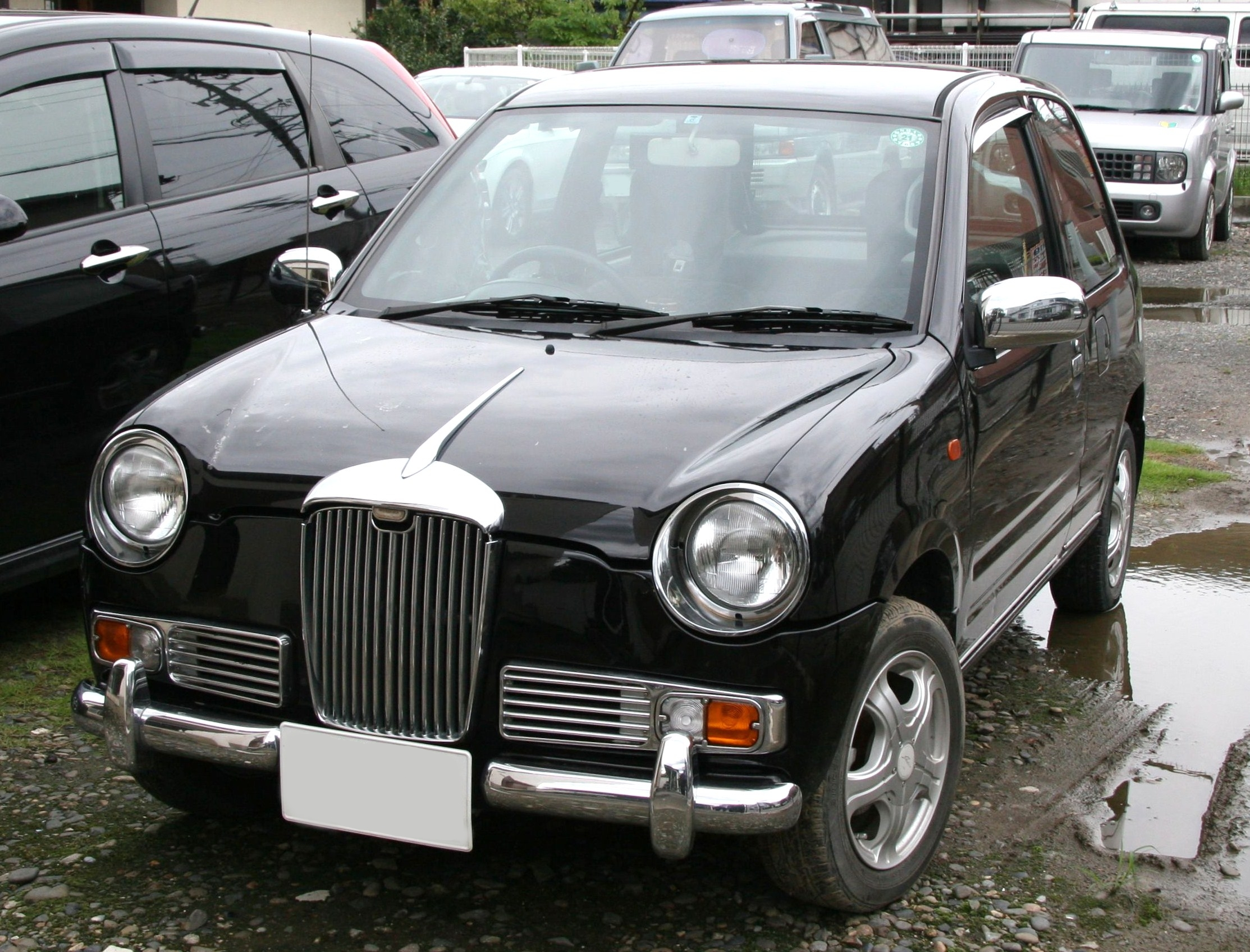
Mitsuoka Ray Mk I

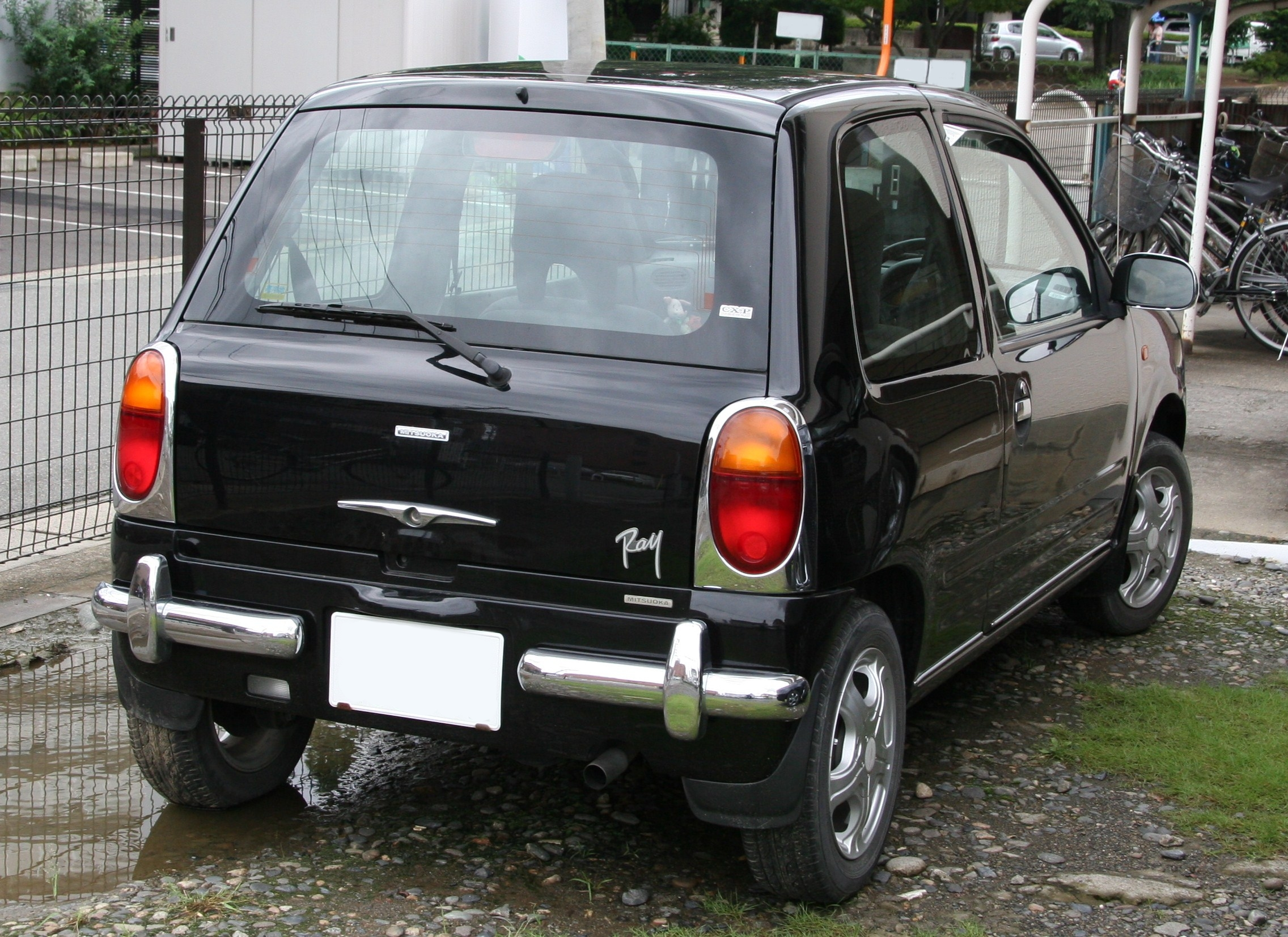
Mitsuoka Ray Mk I

L'octubre de 1995 es presentà la tercera generació de l'Autozam Carol. Com l'anterior generació, el model estava disponible amb tracció davantera o total i compartia plataforma amb el Suzuki Alto de quarta generació. Aquesta generació també va rebre un disseny original, estant només disponible en una carrosseria hatchback de tres portes amb un lleuger paregut a un notchback. Una versió amb motor SOHC amb turbocompressor va estar disponible, tot i que es va comercialitzar sense cap intenció esportiva i no incloïa compta-revolucions. La marca també va desenvolupar dues versions d'estil vintage, molt de moda aleshores, anomenades "Classic" i "Custom" i que es diferenciaven del model estandard per detalls estètics com cromats, graella frontal d'estil retro i interiors en fusta-plàstic. L'any 1996, aquesta generació del Carol va servir com a base a la companyia Mitsuoka per a crear el Mitsuoka Ray. Durant l'any 1998 el nom del model canvià a "Mazda Carol" degut a la desaparició de la marca Autozam.

## Quarta generació (1998-2004)

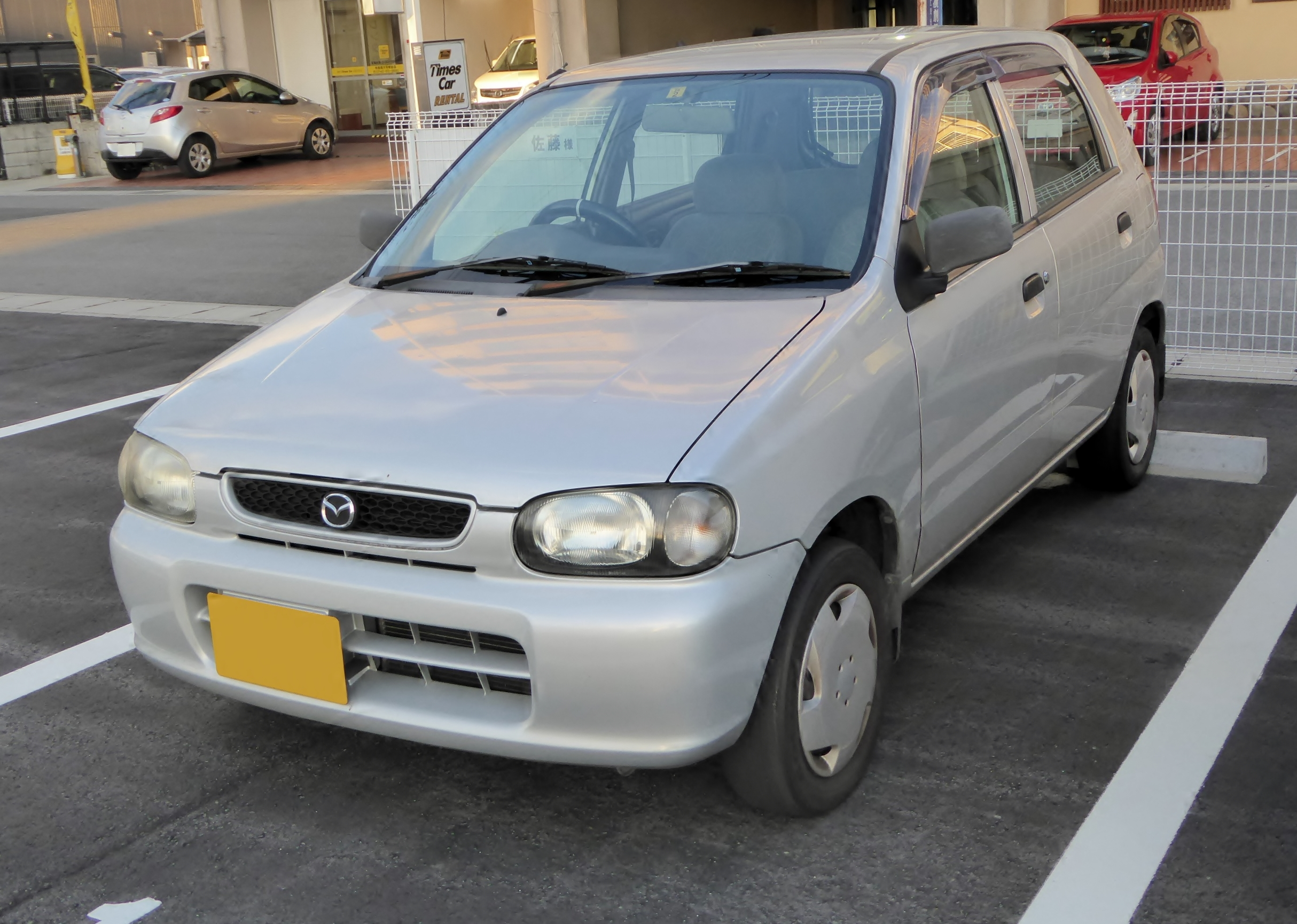
Mazda Carol 5P

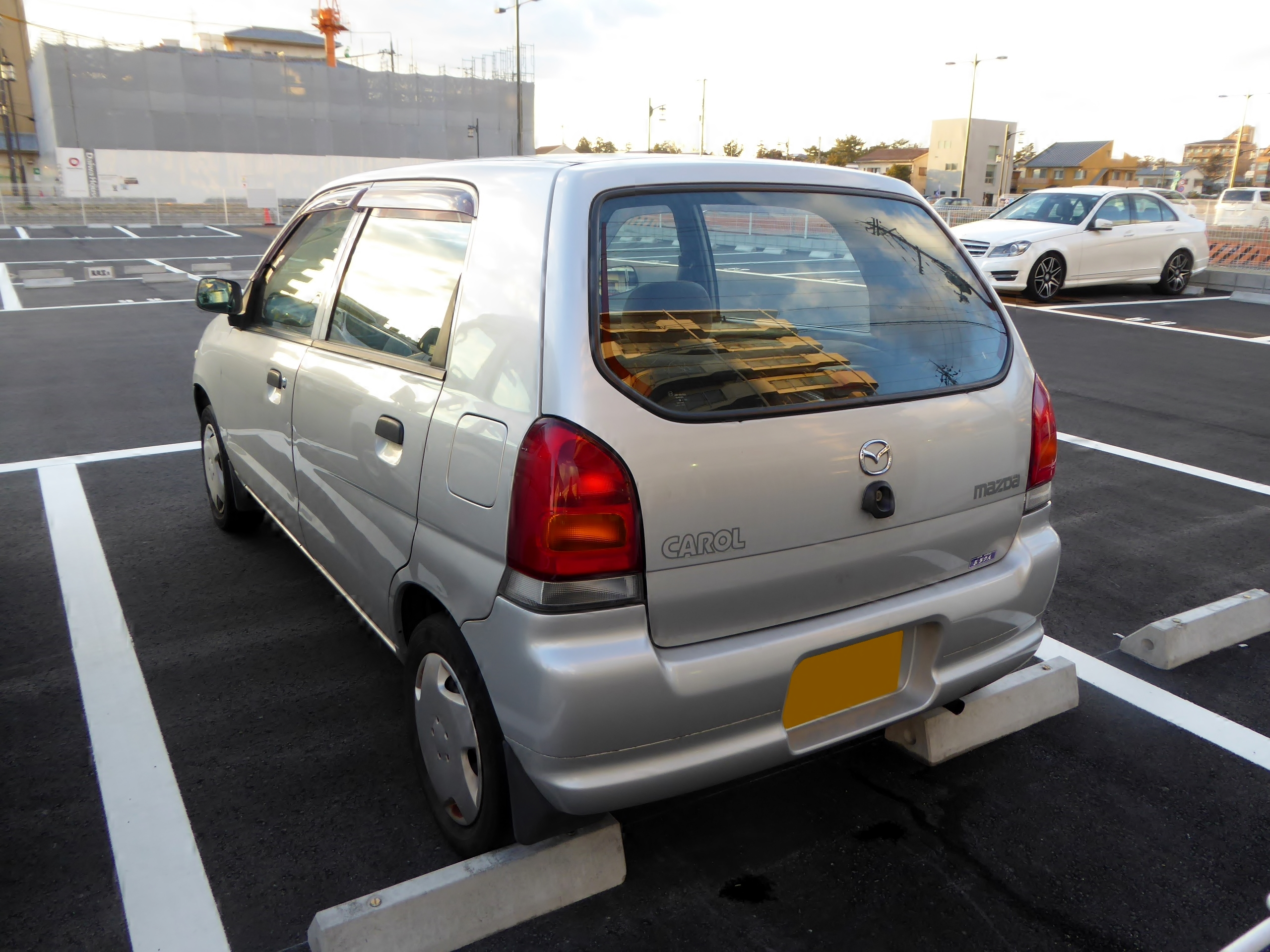
Mazda Carol 5P

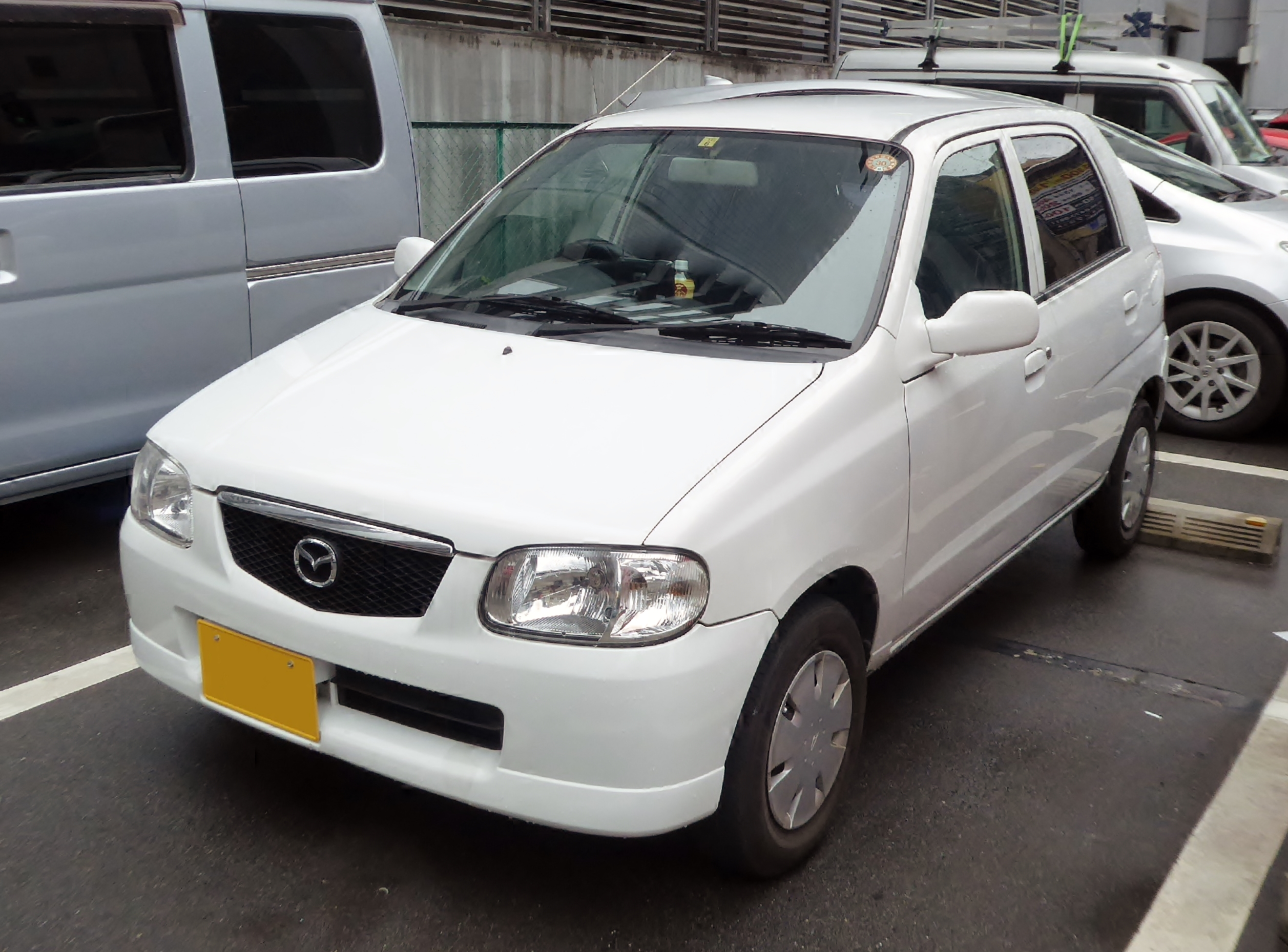
Redisseny (2001-2004)

A l'octubre de l'any 1998, una nova generació del Carol va aparèixer al mercat, aquesta vegada únicament sota la marca Mazda. Al contrari que les anteriors generacions, aquesta era molt similar, per no dir idèntica, al Suzuki Alto de cinquena generació. Aquesta nova generació estava disponible amb tracció davantera o tracció a les quatre rodes i amb l'antic motor de 657 centímetres cúbics desenvolupat per Mazda o el nou de 658 CC DOHC de Suzuki. La nova generació del Carol compartia plataforma amb els Mazda AZ-Offroad i el Mazda AZ-Wagon, presentats el mateix any.
El Carol va patir un redisseny estètic el desembre de 2000, introduint la nova graella frontal de cinc punts comuna a tots els models Mazda. La seguretat i les emissions també van ser millorades gràcies als nous motors Suzuki amb distribució de vàlvules variable (VVT). Des d'aleshores, el motor 657 CC de Mazda es deixà de produir i comercialitzar. Finalment, la producció i comercialització de la quarta generació del Mazda Carol va aturar-se el setembre de 2004, juntament amb la homòloga del Suzuki Alto.

## Cinquena generació (2004-2009)

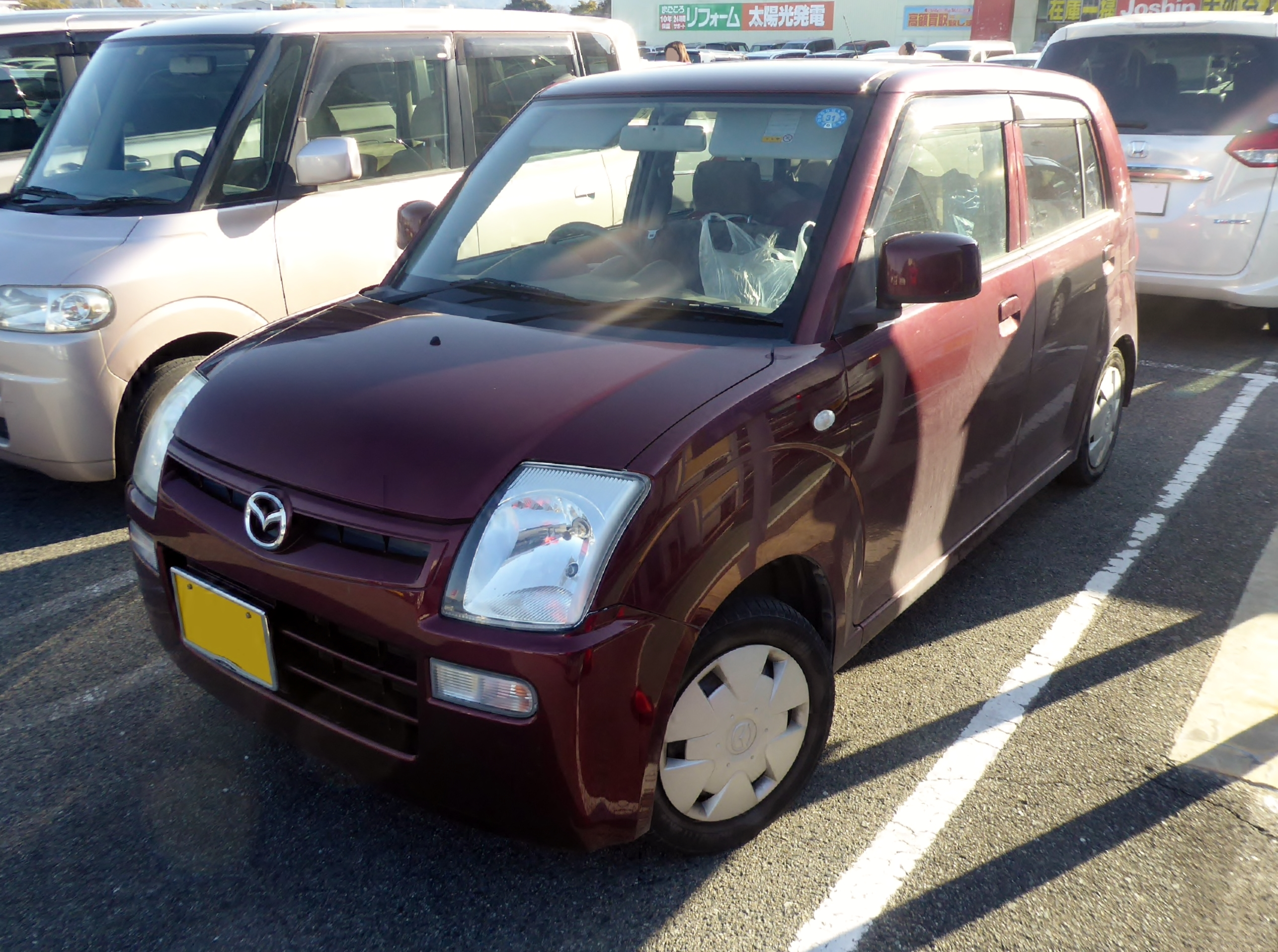
Carol G II

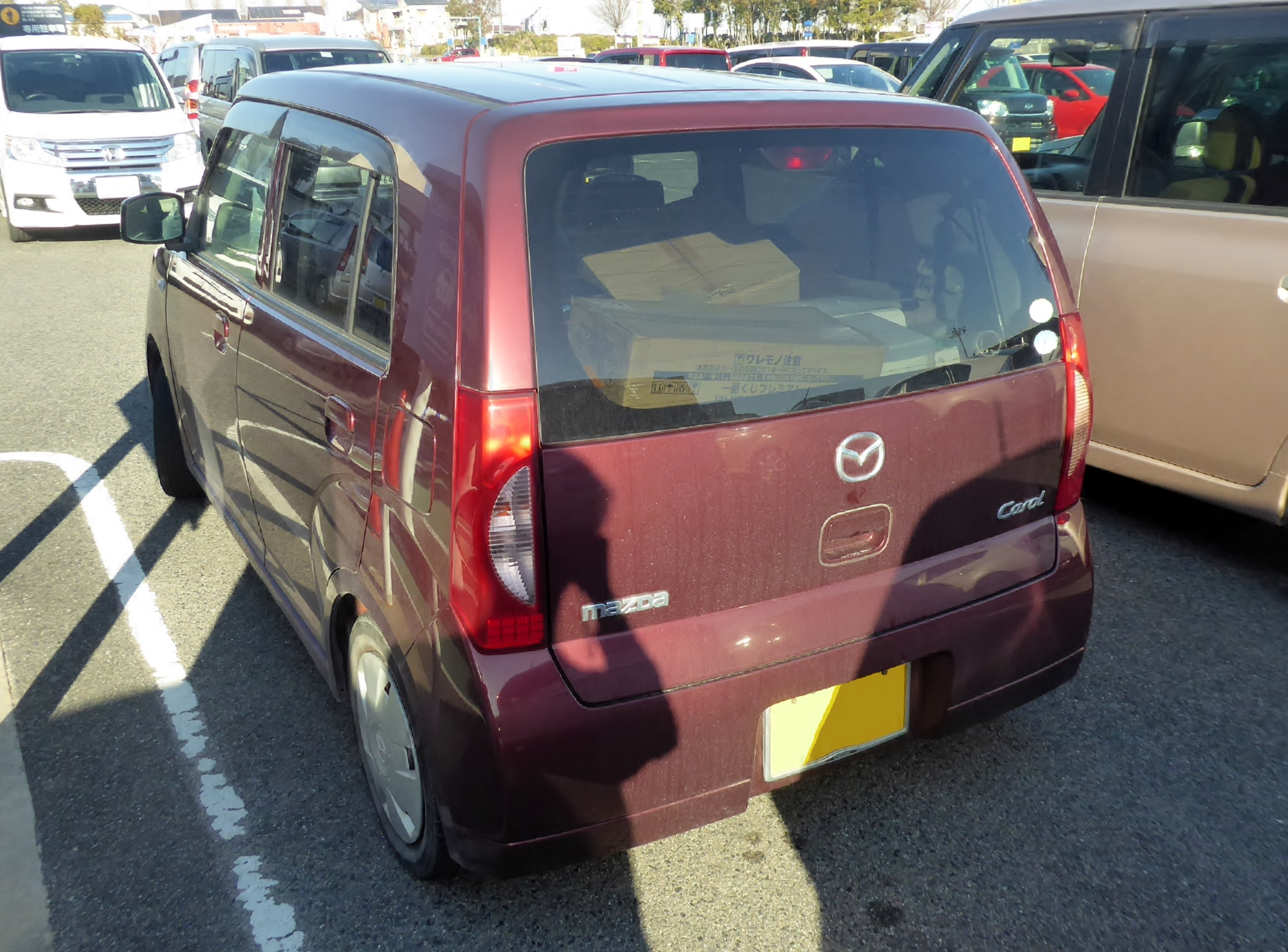
Carol G II

El setembre de l'any 2004 va veure l'arribada de la cinquena generació del Mazda Carol. Aquesta nova generació, equipada amb tracció davantera o tracció a les quatre rodes i el mateix motor de 658 cc de l'anterior generació, era idèntica a la sisena generació del Suzuki Alto, presentada simultàniament. Únicament disponible amb carrosseria de cinc portes, la cinquena generació també va ser presentada l'any 2007 amb el nom de Nissan Pino, sent així comercialitzada per tres marques. El desembre de 2009 va arribar la fi de producció i comercialització del Carol juntament amb el seu bessó, l'Alto.

## Sisena generació (2009-2015)

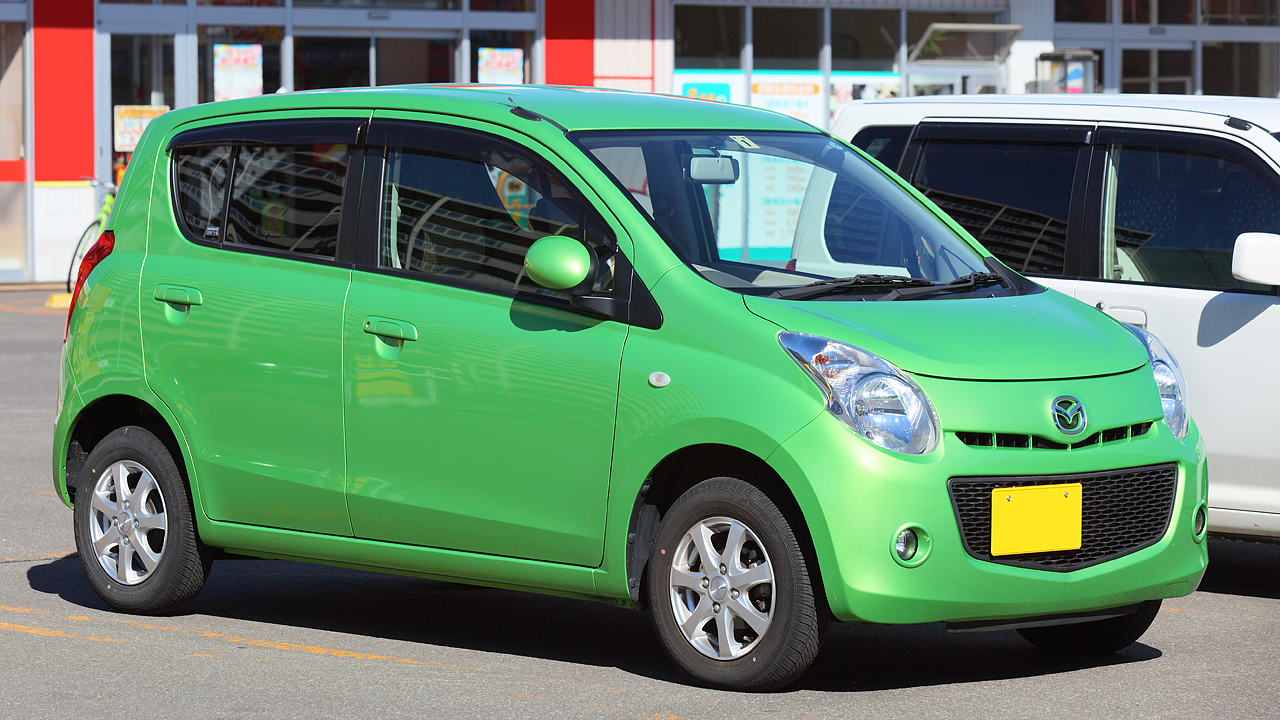
Carol 6

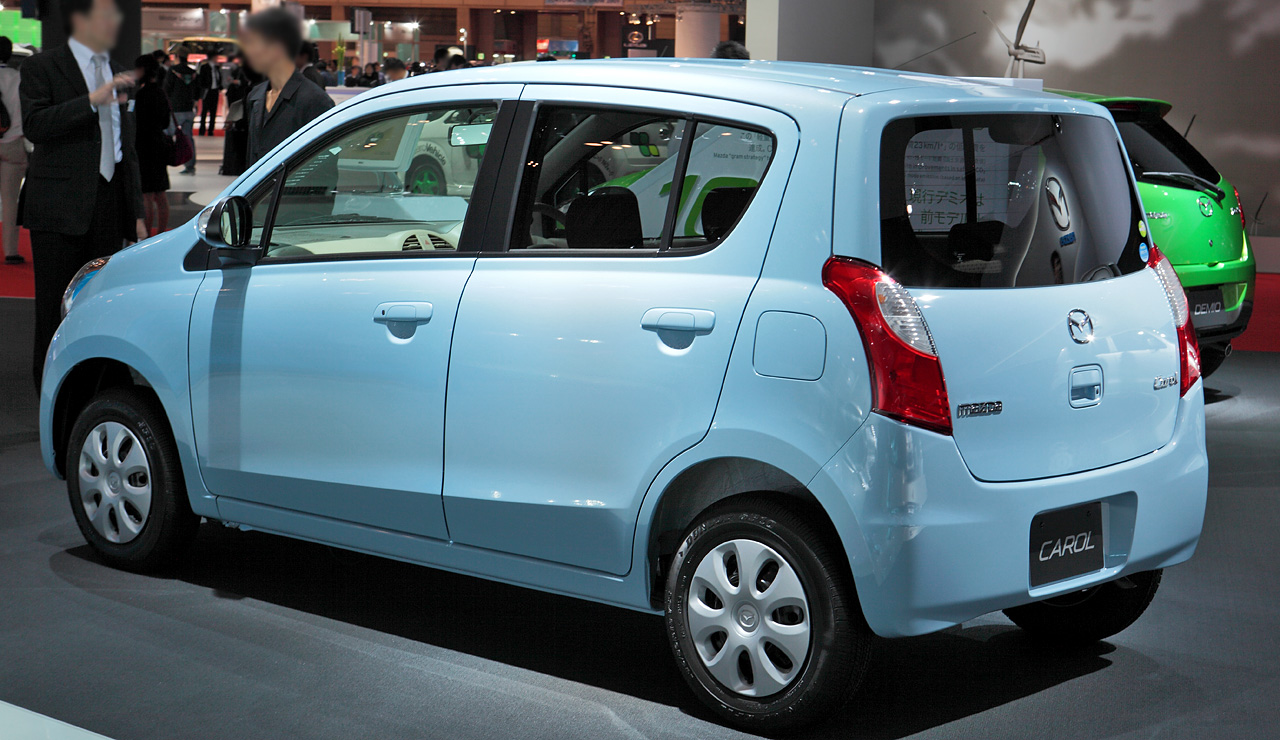
Carol 6

Mazda va començar la comercialització de la sisena generació del seu Carol el desembre de l'any 2009, el qual havia estat presentat al Saló de l'Automòbil de Tòquio del mateix any. Com les altres generacions, aquesta també era idèntica la Suzuki Alto de setena generació, sent els dos comercialitzats alhora. Aquesta sisena generació, disponible amb tracció davantera o a les quatre rodes, estava propulsada pel mateix motor introduït a la quarta generació.

## Setena generació (2014-actualitat)

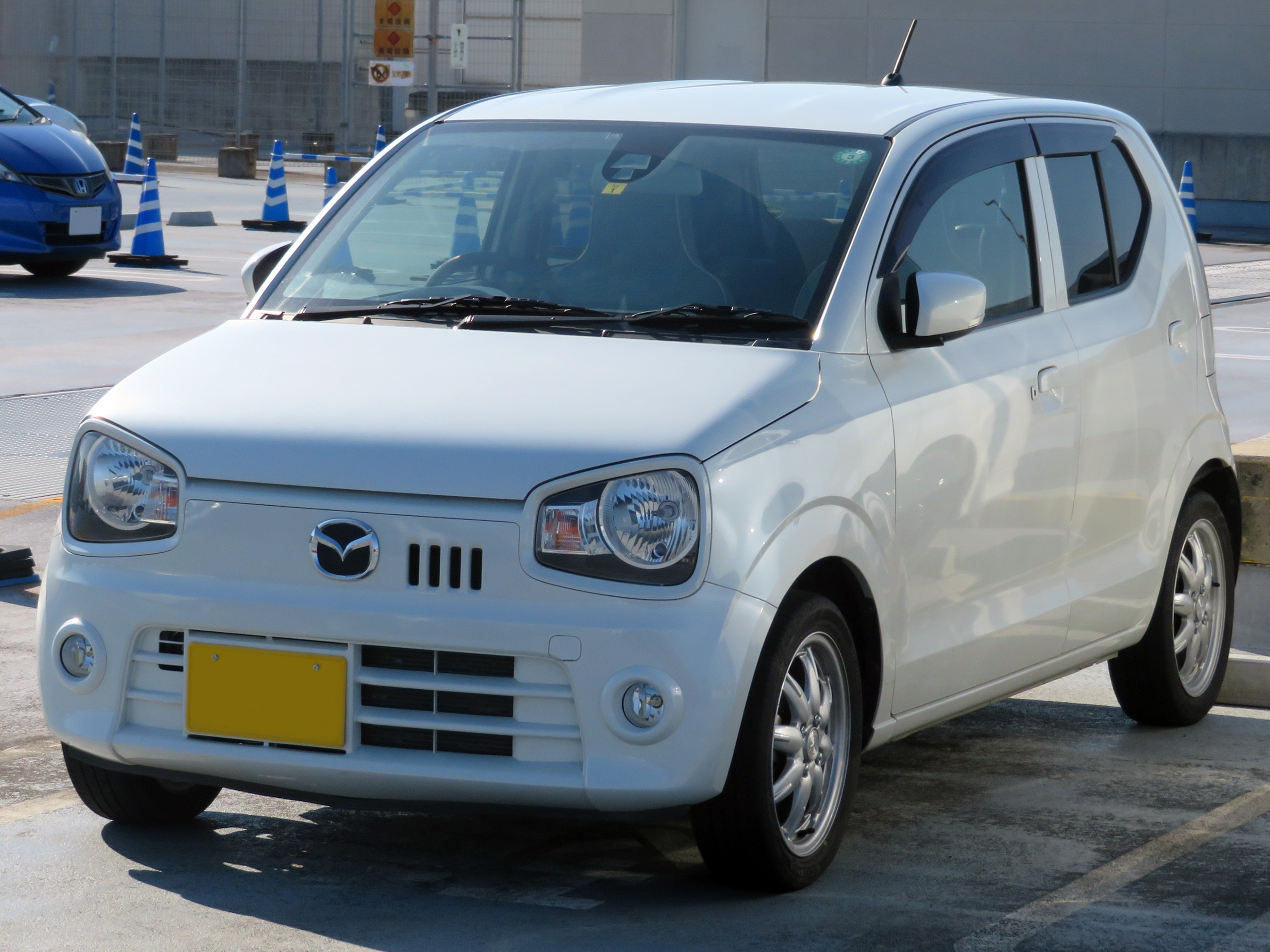
Carol GX

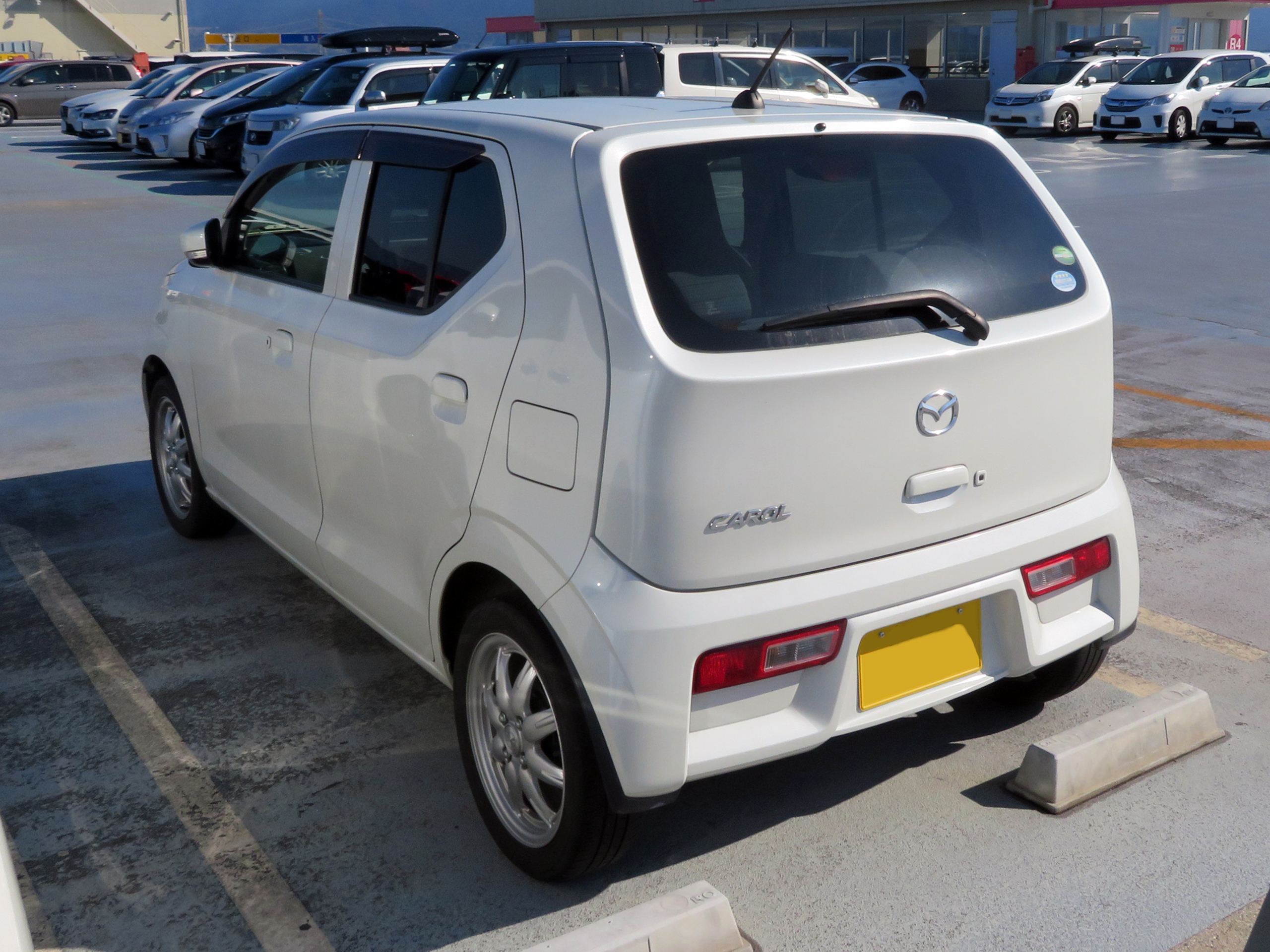
Carol GX

Amb la fi de la producció de l'anterior generació per part de Suzuki, Mazda presentà la setena generació del seu Carol simultàniament amb la huitena generació del Suzuki Alto, tots dos estètica i mecànicament idèntics. Com les anteriors generacions, aquest Carol pot elegir-se amb tracció davantera o total i amb un nou motor de 658 cc atmosfèric o amb turbocompressor. Així mateix, s'ofereix l'elecció entre una transmissió manual o una automàtica CVT, les dos amb cinc velocitats.